# James Moore (biographe)
 (février 2018).
Pour les articles homonymes, voir Moore et James Moore.
James Richard Moore, né en 1947, est un biographe et historien des sciences britannique.
Il est l'auteur de publications sur l'histoire de l'évolution et spécialement, avec Adrian Desmond, le co-auteur en 1991 d'une biographie de Charles Darwin (1809-1882).

## Publications
- (en) Adrian Desmond et James Moore, Darwin, Londres, Michael Joseph, Penguin Group, 1991, xxi + 807, 56 p.de pl. (ISBN 0-7181-3430-3)
- (en) Adrian Desmond, James Moore et Janet Browne, Charles Darwin, Oxford et New York, Oxford University Press, 2007, 160 p. (ISBN 978-0-19-921354-2)
- (en) Adrian Desmond et James Moore, Darwin's Sacred Cause, Londres, Allen Lane, Penguin Group, 2009